# Condensador d'ions de liti
Un condensador de liti-ió (LIC o LiC) és un tipus híbrid de condensador classificat com a supercondensador S'anomena híbrid perquè l'ànode és el mateix que s'utilitza en les bateries de ions de liti i el càtode és el mateix que s'utilitza en els supercondensadors. El carbó activat s'utilitza normalment com a càtode L'ànode del LIC consisteix en material de carboni que sovint està predopat amb ions de liti Aquest procés de pre-dopatge redueix el potencial de l'ànode i permet una tensió de sortida relativament alta en comparació amb altres supercondensadors.

## Història
El 1981, el Dr. Yamabe de la Universitat de Kyoto, en col·laboració amb el Dr. Yata de Kanebo Co., va crear un material conegut com a PAS (semiconductor poliacènic) mitjançant la pirolització de resina fenòlica a 400–700 °C. Aquest material carbonos amorf funciona bé com a elèctrode en dispositius recarregables d'alta densitat d'energia. A principis dels anys vuitanta, Kanebo Co. va presentar patents i van començar els esforços per comercialitzar condensadors PAS i condensadors d'ions de liti (LIC). El condensador PAS es va utilitzar per primera vegada el 1986,  i el condensador LIC el 1991.
No va ser fins al 2001 que un grup de recerca va aconseguir donar vida a la idea d'un condensador d'ions híbrid. Es van fer moltes investigacions per millorar el rendiment i la vida útil dels elèctrodes i electròlits, però no va ser fins al 2010 que Naoi et al. van fer un gran avenç desenvolupant un compost nanoestructurat de LTO (òxid de liti i titani) amb nanofibres de carboni. Avui dia, un altre camp d'interès és el condensador d'ions de sodi (NIC), ja que el sodi és molt més barat que el liti. No obstant això, el LIC encara supera el NIC, per la qual cosa no és econòmicament viable en aquest moment.

## Concepte

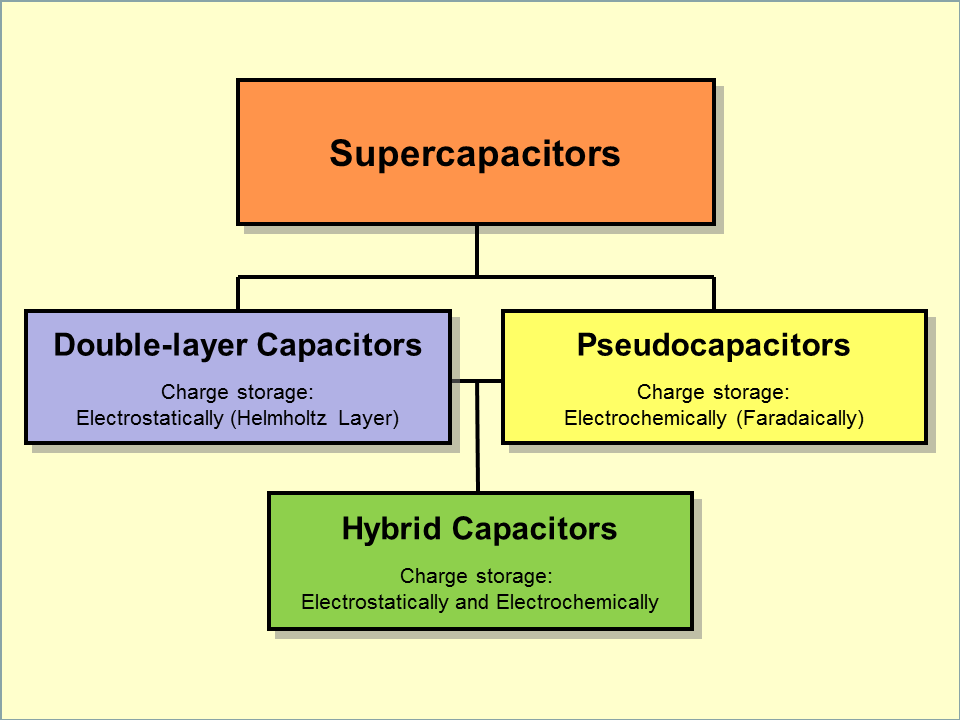
Classificació jeràrquica de supercondensadors i tipus relacionats

Un condensador de liti-ió és un dispositiu híbrid d'emmagatzematge d'energia electroquímica que combina el mecanisme d'intercalació d'un ànode de bateria de liti-ió amb el mecanisme de doble capa del càtode d'un condensador elèctric de doble capa (EDLC). La combinació d'un elèctrode LTO negatiu de tipus bateria i un carbó activat (AC) positiu de tipus condensador va donar lloc a una densitat d'energia de ca. 20 W⋅h/kg, que és aproximadament 4-5 vegades superior a la d'un condensador elèctric de doble capa estàndard (EDLC). Tanmateix, s'ha demostrat que la densitat de potència coincideix amb la de les EDLC, ja que és capaç de descarregar-se completament en segons.
A l'elèctrode negatiu (ànode), per al qual s'utilitza sovint carbó activat, les càrregues s'emmagatzemen en una doble capa elèctrica que es desenvolupa a la interfície entre l'elèctrode i l'electròlit. Igual que les EDLC, els voltatges de les LIC varien linealment, cosa que complica la seva integració en sistemes que tenen electrònica de potència que espera el voltatge més estable de les bateries. Com a conseqüència, els LIC tenen una alta densitat d'energia, que varia amb el quadrat del voltatge. La capacitància de l'ànode és diversos ordres de magnitud més gran que la del càtode. Com a resultat, el canvi del potencial de l'ànode durant la càrrega i la descàrrega és molt menor que el canvi del potencial del càtode.

### Ànode
L'elèctrode negatiu o ànode del LIC és el tipus de bateria o elèctrode d'alta densitat d'energia. L'ànode es pot carregar per contenir grans quantitats d'energia mitjançant la intercalació reversible d'ions de liti. Aquest procés és una reacció electroquímica. Aquesta és la raó per la qual la degradació és més problemàtica per a l'ànode que per al càtode, ja que el càtode participa en un procés electroestàtic i no en un d'electroquímic
Hi ha dos grups d'ànodes. El primer grup són els híbrids d'espècies actives electroquímiques i materials carbonosos. El segon grup són els materials ànodics nanoestructurats. L'ànode de les LIC és bàsicament un material de bateria de tipus intercalació que té una cinètica lenta. Tanmateix, per tal d'emprar un ànode en LICs, cal inclinar lleugerament les seves propietats cap a les d'un condensador dissenyant materials d'ànode híbrids. Els materials híbrids es poden preparar utilitzant mecanismes d'emmagatzematge tipus condensador i bateria. Actualment, la millor espècie electroquímica és l'òxid de titani i liti (LTO),Li4Ti5O12 causa de les seves propietats extraordinàries com l'alta eficiència coulombica, l'estabilitat de la tensió de funcionament i l'alteració insignificant del volum durant la inserció/deserció de liti. L'LTO nu té poca conductivitat elèctrica i difusivitat d'ions de liti, per la qual cosa es necessita un híbrid. Els avantatges de l'LTO combinats amb la gran conductivitat elèctrica i la difusivitat iònica dels materials carbonosos com els recobriments de carboni condueixen a LIC econòmicament viables.
El potencial d'elèctrode de LTO és bastant estable al voltant de -1,5 V enfront de Li/Li + Com que s'utilitza material carbonos, el potencial de l'elèctrode grafític, que inicialment és de −0,1 V versus SHE (elèctrode d'hidrogen estàndard) es redueix encara més a −2,8 V intercalant ions de liti. Aquest pas es coneix com a "dopatge" i sovint té lloc al dispositiu entre l'ànode i un elèctrode de liti de sacrifici. Dopar l'ànode redueix el potencial de l'ànode i provoca una tensió de sortida més alta del condensador. Normalment, els voltatges de sortida per a les LIC es troben en el rang de 3,8–4,0 V però estan limitats a voltatges mínims permesos d'1,8–2,2 V.
Els materials nanoestructurats són òxids metàl·lics amb una superfície específica elevada. El seu principal avantatge és que és una manera d'augmentar la capacitat de velocitat de l'ànode reduint les vies de difusió de les espècies electrolítiques. S'han desenvolupat diferents formes de nanoestructures, incloent-hi nanotubs (d'una i diverses parets), nanopartícules, nanofils i nanoperles per millorar la densitat de potència.
S'estan investigant altres candidats per a materials d'ànode com a alternativa als carbons grafítics, com ara el carboni dur, el carboni tou i els carbons basats en grafè. El benefici esperat, en comparació amb els carbons grafítics, és augmentar el potencial de l'elèctrode dopat, la qual cosa porta a una millora de la capacitat de potència, així com a la reducció del risc de recobriment metàl·lic (liti) a l'ànode.

### Càtode
El càtode dels LIC utilitza una doble capa elèctrica per emmagatzemar energia. Per maximitzar l'eficàcia del càtode, aquest ha de tenir una superfície específica elevada i una bona conductivitat Inicialment es feia servir carbó activat per fer càtodes, però per tal de millorar el rendiment, s'han utilitzat diferents càtodes en els LIC. Aquests es poden classificar en quatre grups: carboni dopat amb heteroàtoms, basat en grafè, carboni porós i càtodes bifuncionals.
El carboni dopat amb heteroàtoms fins ara només s'ha dopat amb nitrogen El dopatge de carbó activat amb nitrogen millora tant la capacitança com la conductivitat del càtode.
S'han utilitzat càtodes basats en grafè perquè el grafè té una excel·lent conductivitat elèctrica, les seves capes primes tenen una superfície específica elevada i es pot produir a baix cost. S'ha demostrat que és eficaç i estable en comparació amb altres materials de càtode.
Els càtodes de carboni porós es fabriquen de manera similar als càtodes de carbó activat. Mitjançant diferents mètodes per produir el carboni, es pot fer amb una porositat més alta. Això és útil perquè perquè l'efecte de doble capa funcioni els ions s'han de moure entre la doble capa i el separador. Tenir una estructura jeràrquica de porus fa que això sigui més ràpid i fàcil.
Els càtodes bifuncionals utilitzen una combinació de materials utilitzats per les seves propietats EDLC i materials utilitzats per les seves bones propietats d'intercalació de Li + per augmentar la densitat d'energia del LIC. Una idea similar es va aplicar als materials de l'ànode, on les seves propietats s'inclinaven lleugerament cap a les d'un condensador.

### Prelitiació (predopatge)
L'ànode de les LIC sovint està prelitiat per evitar que l'ànode experimenti una gran caiguda de potencial durant els cicles de càrrega i descàrrega. Quan un LIC s'acosta al seu voltatge màxim o mínim, l'electròlit i els elèctrodes comencen a degradar-se. Això danyarà irreversiblement el dispositiu i els productes de degradació catalitzaran una major degradació.

### Electròlit
La tercera part de gairebé qualsevol dispositiu d'emmagatzematge d'energia és l'electròlit. L'electròlit ha de ser capaç de transportar electrons d'un elèctrode a l'altre, però no ha de limitar les espècies electroquímiques en la seva velocitat de reacció. Per als LIC, l'electròlit idealment té una alta conductivitat iònica de manera que els ions de liti puguin arribar fàcilment a l'ànode. Normalment, s'utilitzaria un electròlit aquós per aconseguir-ho, però l'aigua reaccionarà amb els ions de liti, de manera que sovint s'utilitzen electròlits no aquosos. L'electròlit utilitzat en una LIC és una solució salina d'ions de liti que es pot combinar amb altres components orgànics i és generalment idèntic al que s'utilitza en les bateries d'ions de liti.

## Propietats
Les propietats típiques d'un LIC són
- alta capacitança en comparació amb un condensador, a causa de l'ànode gran, tot i que baixa capacitat en comparació amb una cel·la de Li-ion
- alta densitat d'energia en comparació amb un condensador (14 W⋅h/kg reportat[20]), tot i que la densitat d'energia és baixa en comparació amb una pila de Li-ion
- alta densitat de potència
- alta fiabilitat
- temperatures de funcionament que oscil·len entre − −20 °C a 70 °C[21]
- baixa autodescàrrega (caiguda de tensió <5% a 25 °C durant tres mesos)[21]

## Comparació amb altres tecnologies

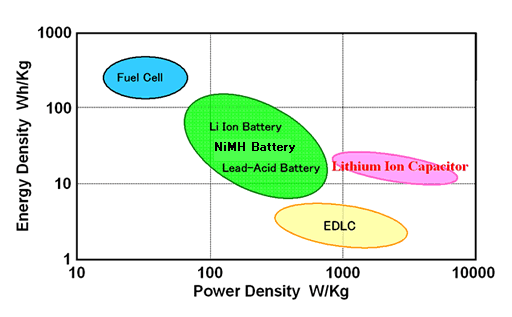
Diagrama de Ragone que compara LIC amb altres tecnologies

Les bateries, les EDLC i les LIC tenen avantatges i desavantatges diferents, cosa que les fa útils per a diferents categories d'aplicacions. Els dispositius d'emmagatzematge d'energia es caracteritzen per tres criteris principals: densitat de potència (en W/kg), densitat d'energia (en W⋅h/kg) i vida útil (nombre de cicles de càrrega).

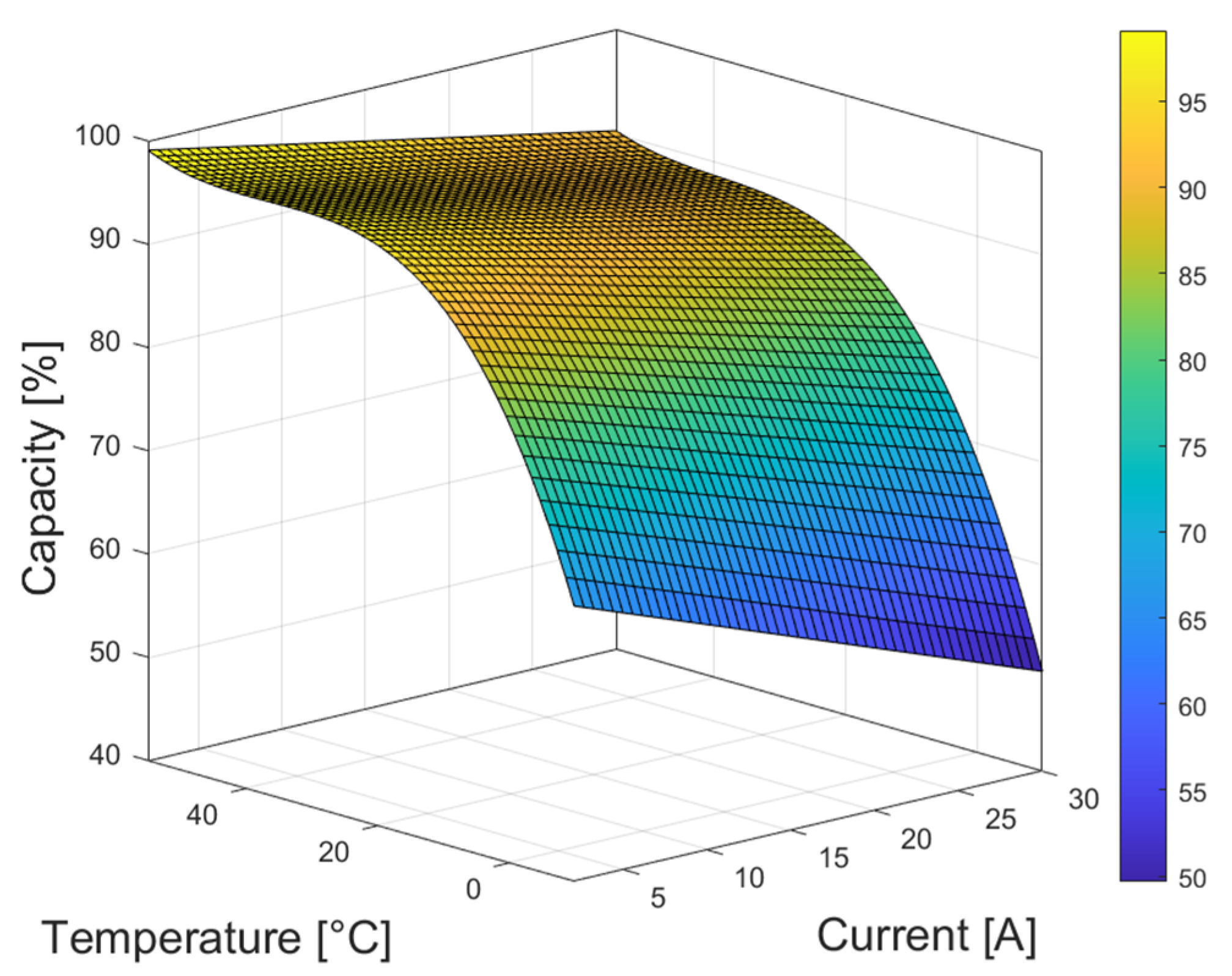
Capacitat dels LiC a temperatures i taxes de descàrrega C variables.

Les LIC tenen densitats de potència més altes que les bateries i són més segures que les bateries de ions de liti, en les quals es poden produir reaccions de fugida tèrmica En comparació amb el condensador elèctric de doble capa (EDLC), el LIC té una tensió de sortida més alta. Tot i que tenen densitats de potència similars, el LIC té una densitat d'energia molt més alta que altres supercondensadors. El diagrama de Ragone de la figura 1 mostra que els LIC combinen l'alta energia dels LIB amb l'alta densitat de potència dels EDLC.
El rendiment del cicle de vida de les LIC és molt millor que el de les bateries, però no s'acosta al de les EDLC. Alguns LIC tenen una vida útil més llarga, però això sovint és a costa d'una densitat d'energia més baixa.

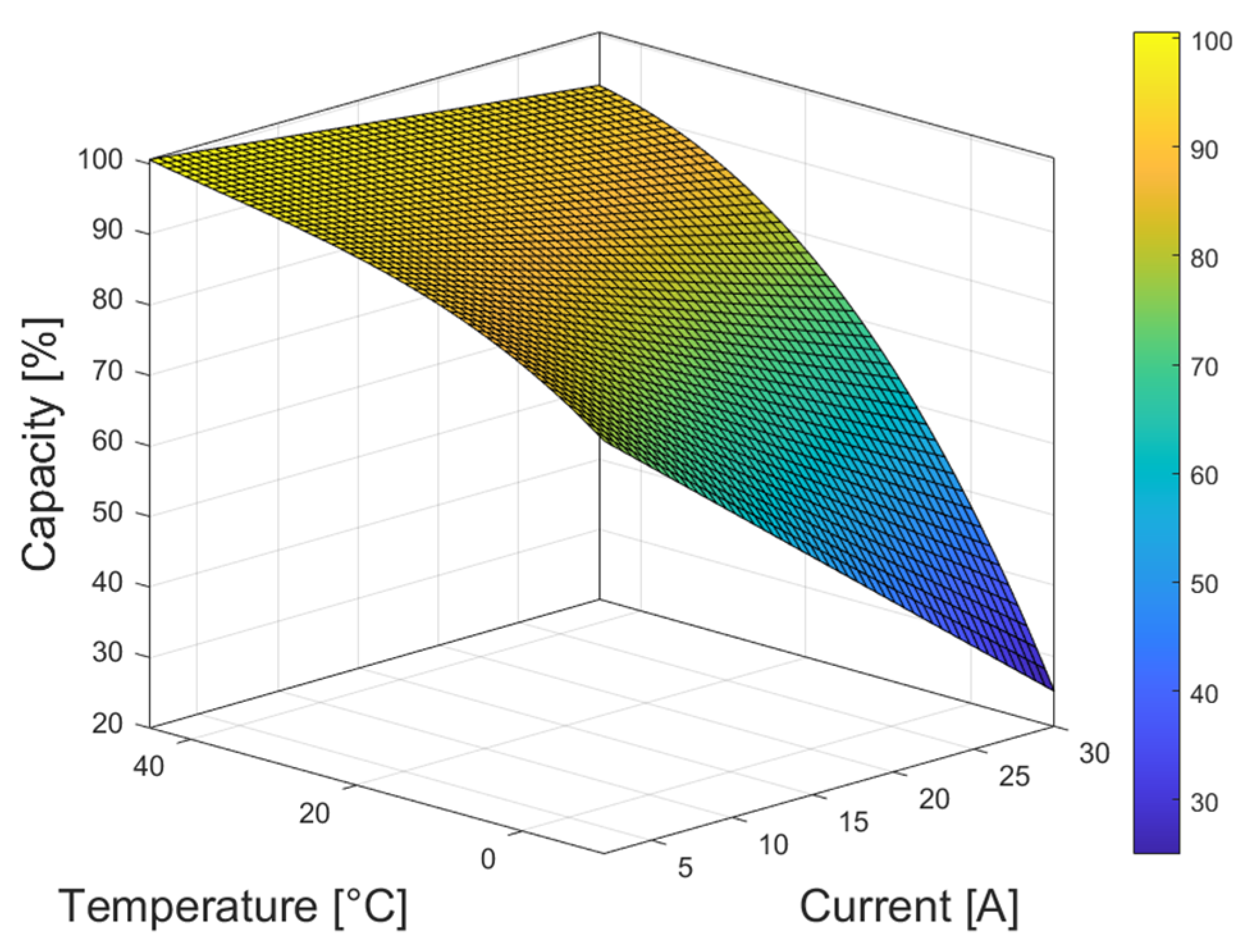
Capacitat dels LiB a temperatures i taxes de descàrrega C variables.

En conclusió, el LIC probablement mai arribarà a la densitat d'energia d'una bateria d'ions de liti i mai arribarà a la vida útil combinada i la densitat de potència d'un supercondensador. Per tant, s'ha de veure com una tecnologia independent amb els seus propis usos i aplicacions.

## Aplicacions
Els condensadors de liti-ió són força adequats per a aplicacions que requereixen una alta densitat d'energia, altes densitats de potència i una excel·lent durabilitat. Com que combinen una alta densitat d'energia amb una alta densitat de potència, no calen dispositius d'emmagatzematge elèctric addicionals en diversos tipus d'aplicacions, cosa que es tradueix en una reducció de costos.
Les aplicacions potencials dels condensadors de liti-ió són, per exemple, en els camps dels sistemes de generació d'energia eòlica, els sistemes d'alimentació ininterrompuda (SAI), la compensació de caigudes de tensió, la generació d'energia fotovoltaica, els sistemes de recuperació d'energia en maquinària industrial, els vehicles elèctrics i híbrids i els sistemes de transport.
Un ús final potencial important dels dispositius HIC (condensador d'ions híbrids) és la frenada regenerativa La recol·lecció d'energia de frenada regenerativa de trens, automòbils pesants i, en última instància, vehicles lleugers representa un enorme mercat potencial que encara no s'explota completament a causa de les limitacions de les tecnologies existents de bateries secundàries i supercondensadors (condensadors electroquímics i ultracondensadors).